# Elmex
 (octobre 2022).
Si vous disposez d'ouvrages ou d'articles de référence ou si vous connaissez des sites web de qualité traitant du thème abordé ici, merci de compléter l'article en donnant les références utiles à sa vérifiabilité et en les liant à la section « Notes et références ».

Logo d'Elmex.

Elmex (stylisé « elmex ») est une marque de pâtes dentifrices et de produits d'hygiène bucco-dentaire de la société bâloise GABA. Depuis 2004, GABA est intégrée au groupe américain Colgate-Palmolive.

## Histoire
Apparue en 1962, cette pâte dentifrice est fabriquée par l'entreprise suisse GABA qui se trouve a Therwil.
Le dentifrice vendu par Elmex fut le premier dentifrice contenant du fluorure d'amine, qui protège contre la carie dentaire. D'après la marque, Elmex devrait être utilisé conjointement avec Aronal (pour le brossage du matin), ce dernier contenant de la vitamine A protégeant les gencives contre l'inflammation.

## Présence de plastique parmi les composants
Les dentifrices Elmex, dont la boite mentionnait la présence de polyéthylène parmi les ingrédients de la pâte, contenaient des microplastiques ou microbilles de plastique qui sont depuis les années 1990 de plus en plus utilisées par l'industrie des cosmétiques.
Ces composants plastiques sont source d'une controverse depuis que des études montrent qu'on en trouve des quantités croissantes dans l'environnement où ils pourraient poser des problèmes écotoxicologiques, notamment dans les cours d'eau et en mer. La revue National Geographic a notamment attiré l'attention sur une étude qui a mis en évidence des taux croissants et devenant préoccupants de microbilles de plastiques provenant de dentifrices, produits de beauté ou d'hygiène dans les eaux et sédiments des Grands Lacs d'Amérique du Nord, le plus grand système d'eau douce de la surface sur la Terre.). Selon les données publiées par la revue Marine Pollution Bulletin, parmi les grands lacs, le lac Érié est celui où ce type de microbilles est le plus présent (il constituait au début des années 2010 environ 90 % de tous les microplastiques trouvés dans le lac.
Le "Colgate Sustainability Report 2014"  mentionne à la page 9 que "Colgate has eliminated phthalates and microplastics from all products" (Colgate a éliminé les phtalates et les microplastiques de tous ses produits). Dans le cas du dentifrice Elmex, les microplastiques ont été remplacés par de la silice hydratée.

## Produits

### Dentifrices
- elmex dentifrice protection anti-carie (fluorure : 1 400 ppm) ;
- elmex dentifrice enfant, pour les enfants de la première dent à 5 ans, à teneur réduite en fluorure (250 ppm) ;
- elmex dentifrice Junior, pour les enfants entre 6 et 12 ans, au goût léger, mais à teneur en fluorure identique à celle du dentifrice classique ;
- elmex dentifrice sans menthol, pour les personnes sous traitement homéopathique, ces derniers devant éviter les substances à effet réfrigérant ;
- elmex nettoyage intense, pour éviter la décoloration des dents due au café, au thé, au vin rouge et à la nicotine ;
- elmex dentifrice sensitive plus, contre les dents sensibles et les caries du collet ;
- elmex sensitive professionnal, pour soulager la douleur en cas de dents sensibles ;
- elmex sensitive professionnal blancheur, pour soulager la douleur en cas de dents sensibles et pour blanchir les dents ;
- elmex protection érosion ;
- elmex gelée, à teneur très haute en fluorures (12 500 ppm), à utiliser une fois par semaine.

### Autres produits
La marque propose des brosses à dents pour adultes et enfants, des eaux dentaires, du fil dentaire, des cure-dents et des brosses interdentaires.